# Iipumbu Shiimi

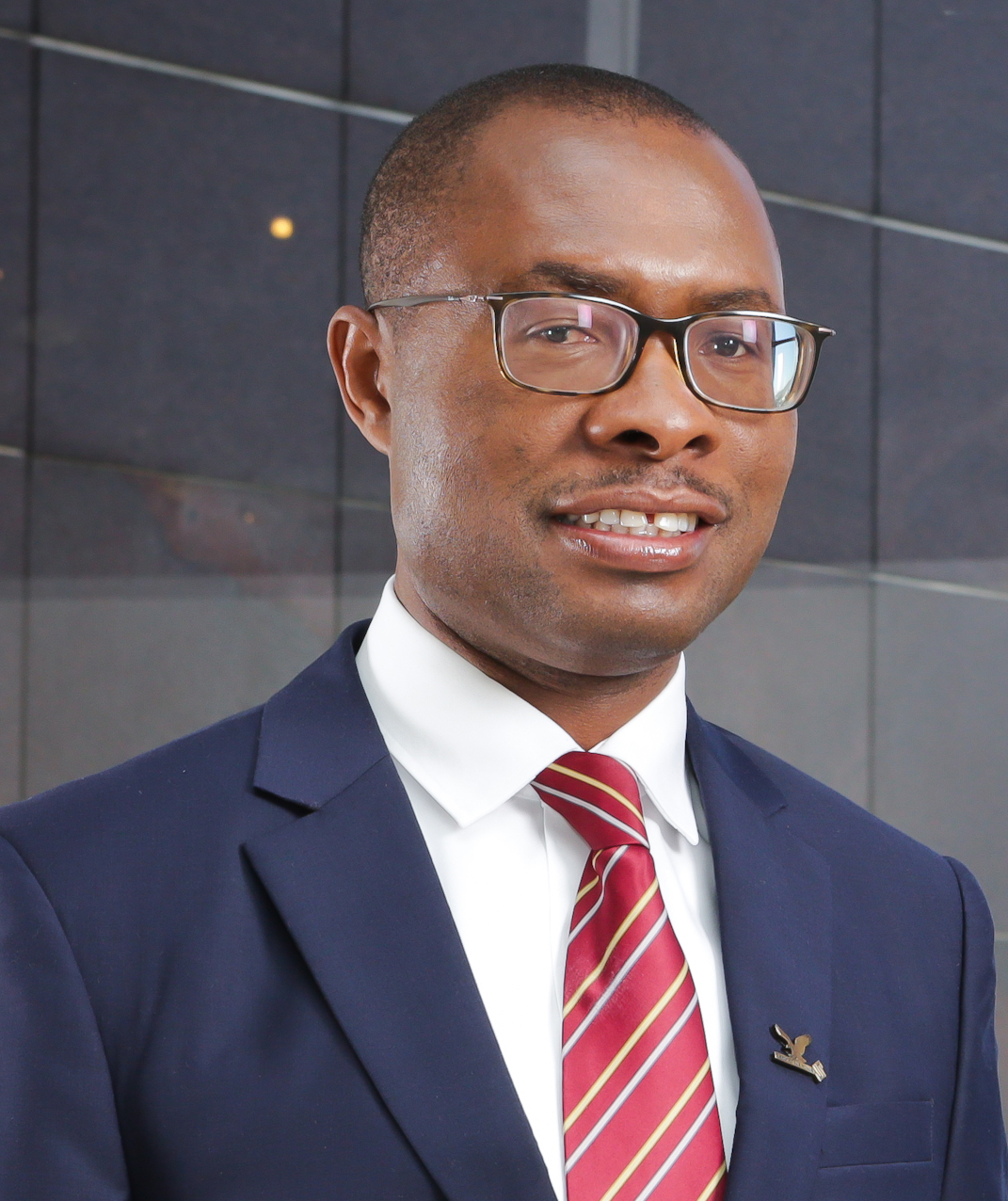
Iipumbu Shiimi (2018)

Iipumbu Wendelinus Shiimi (* 1970 in Ontana, Südwestafrika) ist ein namibischer Politiker der SWAPO und von 2020 bis 2025 Minister. 

## Biografie
Shiimi hält Abschlüsse in Finanzwirtschaft (Master of Science) aus dem Jahr 1998 sowie ein Postgradutierten-Diplom in Wirtschaftswissenschaften (1995) der Universität London im Vereinigten Königreich. Zudem machte er 1994 erhielt er ein Diplom in Außenhandel (1995) und einen Bachelor in Handel und Buchführung (1994) von der Maastricht School of Management in den Niederlanden.
Shiimi begann seine Karriere als wissenschaftlicher Mitarbeiter bei der Namibia Economic Policy Research Unit (NEPRU) im Jahr 1994. Er wechselte 1995 als wissenschaftlicher Mitarbeiter zur Bank of Namibia und leitete dort ab 1997 die Wirtschaftsabteilung. Es folgten weitere Positionen in der Zentralbank, ehe Shiimi 2006 Vize-Gouverneur der Bank wurde.
Shiimi ist seit dem 23. März 2020 Finanzminister und war bis dahin seit 2010 Gouverneur der namibischen Zentralbank. Seit dem 8. April 2022 führte er zusätzlich interimistisch das Ministerium für Staatsunternehmen, das Ende 2022 im Finanzministerium aufgegangen ist.

## Auszeichnungen
- 2024: Minister of Finance of the Year, African Banker Awards[2]